# یونیورسال سیتی (کالیفرنیا)
یونیورسال سیتی (به انگلیسی: Universal City) به معنی «شهر یونیورسال» نام بخشی کوچک در دره سن فرناندو، لوس آنجلس، کالیفرنیا است. مساحت منطقه در حدود ۱٫۶۸ کیلومتر مربع بوده و مالک آن کمپانی یونیورسال استودیوز، یکی از شش استدیوی بزرگ فیلم‌سازی آمریکا است.
حدود ۷۰ درصد منطقه خارج از کنترل و نظارت ارگان‌های حکومتی آمریکاست و در حالی که ۳۰ درصد باقی‌مانده در محدودهٔ لس‌آنجلس محسوب می‌شوند. کنترل حریق و آتش‌نشانی این ناحیه بر عهدهٔ واحد یکم اداره آتش‌نشانی لوس آنجلس است اداره پلیس لوس آنجلس هم تأمین‌کننده امنیت یونیورسال سیتی است.
همچنین زیپ‌کد یونیورسال سیتی ۹۱۶۰۸ بوده و کد منطقه ۸۱۸ می‌باشد. بازدید از این منطقه برای مردم آزاد است.